# Včela medonosná kyperská
Včela medonosná kyperská (Apis mellifera cypria) je poddruh včely medonosné pocházející  z Kypru v středozemním moři.

## Vlastnosti
Včela medonosná kyperská byla pozorována jako méně rojivá ve srovnání s jinými evropskými včelami. Ve studii z roku 2008 bylo pozorováno, že rychlost rozvoje včelstva je nejnižší během nejteplejších měsíců, zatímco k největšímu rozvoji dochází v období s teplotou blížící se ročnímu průměru (nebo mírně vyšší). V případě ohrožení sršně východního (Vespa orientalis) včely zpočátku výrazně hlučí, a pokud dojde k útoku, zabijí vetřelce udušením (přehřátím).

## Taxonomie
Včela kyperská se liší od dalších dvou řeckých poddruhů, včely makedonské  a řecké. Analýza mtDNA prokázala, že je blíže příbuzná s včelou anatolskou  a perskou a patří do linie orientálních včel medonosných.